# Глостер
Глостер (енгл. Gloucester) је град у Уједињеном Краљевству у Енглеској.Налази се близу границе са Велсом. Према процени из 2007. у граду је живело 131.307 становника. Шире градско подручје има 162.203 становника. 

## Положај
Налази се у Глостерширу и 46. је град по величини у Енглеској. Налази се на источној обали реке Северн, на око 185 километара од Лондона.

## Историја
Глостер је постојао у римско доба као Глевум. Основан је 48. као трговачки центар и значајан прелаз преко реке Северн. Цар Нерва је 97. цело подручје означио као колонију. Колонија је била за пензионисане легионаре и имала је највиши статус у царству. Легионари би добијали околну земљу и могли би бити звани у рат као помоћна сила. Глевум је имао мпжда око 7.000 људи. 
Могу се видети остаци зидова, а налазе се и новчићи из тога доба. Након битке код Деорхама 577. Весекс је контролисао Глостер. Глостер може значити тврђаву, али и реку која сја. Пре Норманског освајања Енглеске у Глостеру је био замак, са ковницом новца. Замак је био краљевска резиденција. 
Краљ Хенри II дао је 1155. краљевском повељом Глостеру слободе, какве су уживали Лондон и Винчестер. Другом повељом краљ је дао граду право проласка реком Северн. Прву повељу потврдио је 1194. краљ Ричард I Лавље Срце. Краљ Јован без Земље је својом повељом ослободио град царина у целој краљевини.
Постојале су бројне касније краљевске повеље. За време Енглеског грађанског рата Глостер је био место значајне битке. Ту се 1643. одвијала Опсада Глостера, у којој су победили параламентарци, који су били под опсадом.

## Становништво
Према процени, у граду је 2008. живело 131.307 становника.
| 1981.   | 1991.   | 2001.   |
| ------- | ------- | ------- |
| 106.526 | 114.003 | 123.205 |

## Знаменитости
- Глостерска катедрала, потиче од опатије посвећене светом Петру 681. У 11. веку је предана бенедиктинцима, да би се крајем 11. века и почетком 12. ту градила нова катедрала. Катедрала има норманско језгро са додацима готичке архитектуре. Торањ је изграђен у 15. веку. Ту је сахрањен енглески краљ Едвард II. У последње време користила се у филму Харија Потера
- Црква свете Марије де Лоде, која има норманску кулу. Изграћена је на местз римског храма, који је постао прва хришћанска црква у Британији
- Црква свете Марије де Крипт, која је у облику крста и из 12. је века
- краљевски трг је у центру града

## Индустрија
Глостер има дугу традицију авио-индустрије. 
Глостер је главно седиште Челтенхем енд Глостер, трећег посуђивача новца на залог.

## Партнерски градови
- Мец
- Трир
- Гауда